# Sarcophaga kugleri
Sarcophaga kugleri är en tvåvingeart som beskrevs av Andy Z. Lehrer 2004. Sarcophaga kugleri ingår i släktet Sarcophaga och familjen köttflugor.
Artens utbredningsområde är Israel. Inga underarter finns listade i Catalogue of Life.